# Neoodax
Neoodax is een monotypisch geslacht van straalvinnige vissen uit de familie van de botervissen en wijtingen (Odacidae).

## Soort
- Neoodax balteatus (Valenciennes, 1840)